# Mladen Bjažić
Mladen Bjažić (n. 1924, Zlarin⁠(d), cantonul Šibenik-Knin, Croația – d. 24 ianuarie 2017, Croația) a fost un scriitor croat, poet, jurnalist și editor de programe pentru copii la radio-televiziunea croată, câștigător al premiului Andrew Maurović  pentru cele mai bune benzi desenate croate.
Împreună cu Zvonimir Furtinger a publicat în 1959 romanul științifico-fantastic Cuceritorul 2 nu răspunde (Osvajač 2 se ne javlja). Cei doi au publicat în continuare Mireasa spațială (Svemirska nevjesta, 1960), Varamunga – orașul misterios (Varamunga - tajanstveni grad, 1960), Ciudata mașină a profesorului Kružić (Zagonetni stroj profesora Kružića, 1960), Reîntoarcere mortală (Mrtvi se vraćaju) în 1965  și Nimic fără Božena (Ništa bez Božene, 1973).

## Vezi și
- Științifico-fantasticul în Croația
- Listă de scriitori croați